# تريسي تويد
تريسي تويد هي ممثلة كندية، ولدت في 10 مايو 1965 في سانت جونز في كندا.

## وصلات خارجية
- تريسي تويد على موقع IMDb (الإنجليزية)
- تريسي تويد على موقع قاعدة بيانات الفيلم (الإنجليزية)